# Эрин, Тами
Та́ми Э́рин (англ. Tami Erin; род. 8 июля 1974, Уитон, Ду-Пейдж, Иллинойс, США) — американская киноактриса и модель.

## Биография
Тамара Эрин Кликмен родилась 8 июля 1974 года в Уитоне (штат Иллинойс). С восьми лет начала работать моделью в агентстве Elite Model Management. В 9 лет с семьёй переехала в Майами. В 13 лет впервые появилась на широком экране: её дебютом стала роль Пеппи Длинныйчулок в фильме «Новые приключения Пеппи Длинныйчулок», который был выпущен на 18 языках, и для которого Эрин пришлось обойти более 8000 претенденток. Тем не менее в 1989 году за эту ленту Эрин номинировалась в категории «Худшая новая звезда» премии «Золотая малина», но не выиграла награды. Мать Тами — Гейл Кликмен, которая в этой же картине сыграла эпизодическую роль одной из горожанок.
Училась в Американском институте киноискусства.
Как посол доброй воли ЮНИСЕФ посетила 14 стран и более 35 штатов США. Живёт в Лос-Анджелесе.
В 2013 году Эрин пришлось продать порнографической кинокомпании Zero Tolerance Entertainment права на фильм, который получил название «Тами Эрин: Домашнее секс-видео», со своим участием после того, как её бывший молодой человек начал незаконно распространять и получать прибыль, публикуя их с Эрин сексуальные видеозаписи.
В декабре 2013 года Эрин была арестована за то, что, находясь в состоянии алкогольного опьянения, совершила ДТП, повредив три машины и ранив одного человека.

### Личная жизнь
В 2020 году, в начале пандемии COVID-19, Тами Эрин вышла замуж за своего хорошего друга Томми Паркера. Они живут в Гранд-Лейк (Оклахома).

## Фильмография
- 1988 — Новые приключения Пеппи Длинныйчулок / The New Adventures of Pippi Longstocking — Пеппи Длинныйчулок
- 1998 — Убить тебя дважды / Kill You Twice — Энджи
- 2005 — Маленькая роза / The Little Rose (к/м) — цветочница
- 2009 — ? / Straight from the Horses Mouth (в/ф) — в роли самой себя
- 2010 — Связи нет / Disconnect — телефонистка-оператор из 1960-х
- 2010 — ? / Tim and Eric Awesome Show, Great Job! Chrimbus Special (т/ф) — жена медведя Пасты
- 2013 — Тами Эрин: Домашнее секс-видео / Tami Erin: The Sex Tape (в/ф) — в роли самой себя

Рекламные ролики
Aquafresh, Abraham & Straus, AT&T, Freixenet, General Mills, Getty Images, Hasbro, Kmart, Macy’s, Nestlé, Alberto-Culver, Silver Oak Cellars, Texas Instruments, Trivial pursuit, QVC и др.